# Ms. Marvel

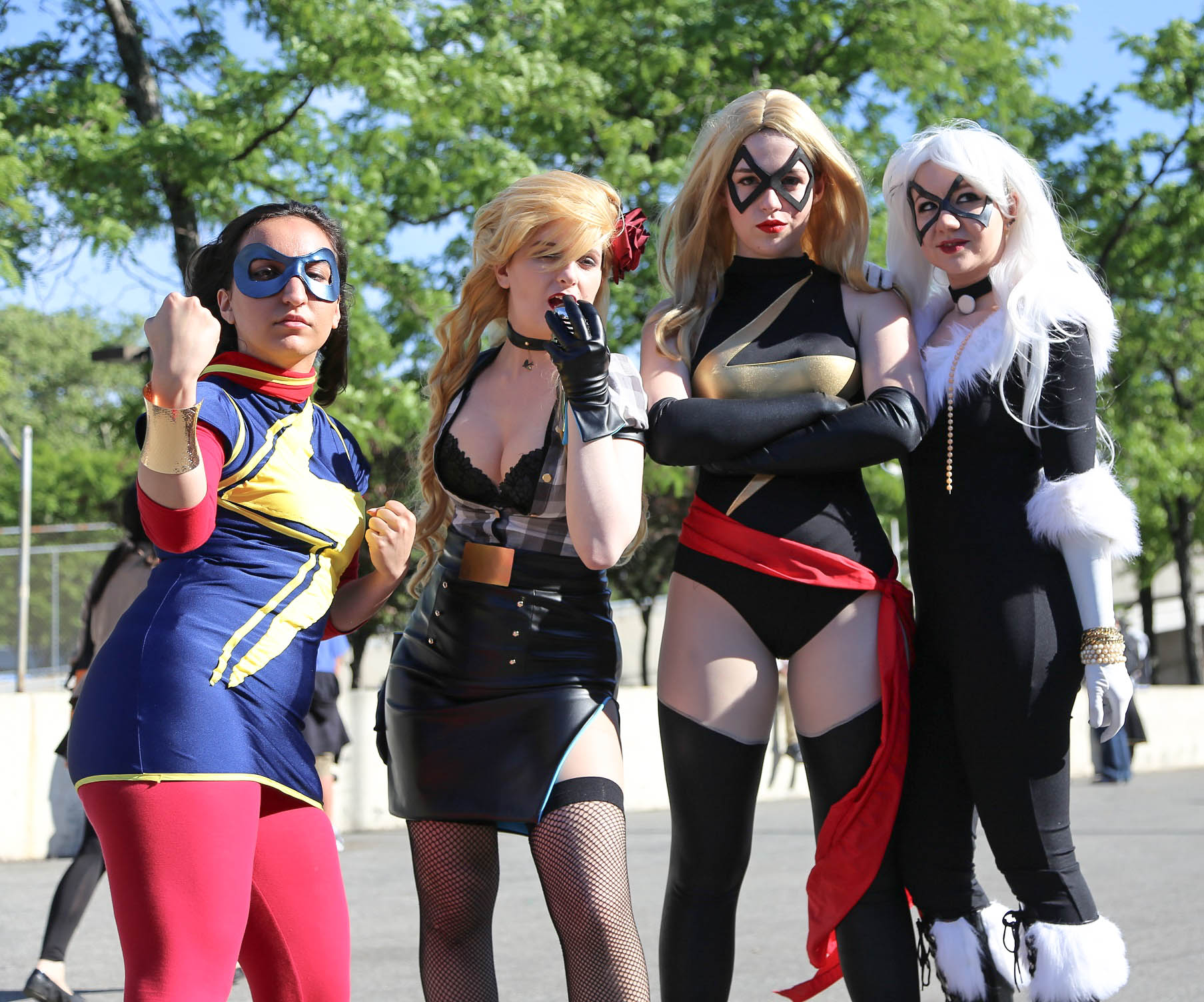
Cosplayerky inspirované komiksovou postavou Ms. Marvel. Kamala Khan (první zleva) a Carol Danvers (druhá zprava).

Ms. Marvel je fiktivní postava komiksových příběhů vydávaných nakladatelstvím Marvel Comics. Poprvé se objevila v komiksu Ms. Marvel #1 (1977) tvůrčího dua, které tvořili Gerry Conway a kreslíř John Buscema. Byla stvořena jako ženský protějšek superhrdiny Captain Marvela. První hlavní inkarnací postavy byla Carol Danvers (1977–2012) a druhou Kamala Khan (2014–...).
V roce 2022 se inkarnace Kamaly Khan dočkala seriálové adaptace Ms. Marvel na Disney+ v rámci Marvel Cinematic Universe. S Carol Danvers, která v Marvel Cinematic Universe působí coby Captain Marvel, se setkala ve filmu Marvels (2023).

## Vydání
Hlavní série:
- Ms. Marvel (Vol. 1) #1–23 (1977–1979)
- Ms. Marvel (Vol. 2) #1–50 (2006–2010)
- Ms. Marvel (Vol. 3) #1–19 (2014–2015)
- Ms. Marvel (Vol. 4) #1–38 (2016–2019)
- Magnificent Ms. Marvel (Vol 1.) #1–18 (2019–2021)
- Ms. Marvel: Beyond the Limit (Vol. 1) #1–... (2021–...)

## Identity

### Carol Danvers
Carol Danvers byla první postavou, která přijala superhrdinský pseudonym Ms. Marvel. Stalo se tak v komiksu Ms. Marvel (vol. 1) #1 (leden 1977). Sama Danvers v komiksu působila již od roku 1968 (Marvel Super-Heroes #13), kdy byla představena coby důstojnice letectva USA, která se připletla do incidentu s rasou Kree a jejich superhrdinou Captain Marvelem. Původně bylo řečeno, že své schopnosti získala díky promíchání DNA s Captain Marvelem během exploze. V roce 1978 se poprvé stala členkou týmu Avengers. Později používala také kódová jména Binary a Warbird. V roce 2012 přijala identitu Captain Marvel poté, co zemřel její původní nositel Mar-Vell z rasy Kree.

### Sharon Ventura
Kaskadérka Sharon Ventura byla druhou postavou, která nosila jméno Ms. Marvel. Poprvé se objevila v roce 1985 v komiksu The Thing #27. Superschopnosti získala z experimentu postavy Power Broker, ke kterému se dobrovolně přihlásila. Roku 1987 se přidala k týmu Fantastic Four. V roce 1988 jí kosmické záření způsobilo mutaci, která zmutovala její kůži do podoby Thinga, od té doby si říkala She-Thing.

### Karla Sofen
Doktorka Karla Sofen je v komiksu známá jako padouch Moonstone. Poprvé byla představena v komiksu Captain America #192  z roku 1975. Během dějové linky Dark Reign z roku 2008 se představila jako zlá dvojnice hrdinky Ms. Marvel a stala se členkou týmu Dark Avengers. Jako Ms. Marvel působila přibližně půl roku.

### Kamala Khan
Postavu Kamaly Khan vytvořili v roce 2013 Sana Amanat, G. Willow Wilson a Adrian Alphona. Byla uvedena v komiksu Captain Marvel #17 coby šestnáctiletá pákistánská Američanka z Jersey City, která obdivovala Carol Danvers. V roce 2014 se dočkala vlastní série Ms. Marvel (vol. 3), čímž se stala historicky první muslimkou, které byl vydán vlastní superhrdinský komiks u Marvel Comics. V roce 2015 byl úvodní story-arc oceněn cenou Hugo.

## Česká vydání
- 2018 – Ms. Marvel 1: (Ne)normální – (G. Willow Wilson a Adrian Alphona: Ms. Marvel (Vol. 3) #1–5, 2014)
- 2019 – Ms. Marvel 2: Generace proč – (G. Willow Wilson, Adrian Alphona a Jake Wyatt: Ms. Marvel (Vol. 3) #6–11, 2014–2015)
- 2020 – Nejmocnější hrdinové Marvelu #098: Ms. Marvel (Kamala Khan) – (G. Willow Wilson, Adrian Alphona a Jake Wyatt: Ms. Marvel (Vol. 3) #1, #6–11, 2014–2015)

## Film a televize

### Film
- 2023 – Marvels, režie Nia DaCosta, v hlavní roli Iman Vellani.

### Televize
- 2022 – Ms. Marvel, seriál služby Disney+, v hlavní roli Iman Vellani.